# جائزة فرنسا الكبرى 1978
جائزة فرنسا الكبرى 1978 هو سباق فورمولا 1 أقيم بتاريخ 2 يوليو 1978. كان التاسع من أصل 16 في بطولة العالم لسباقات الفورمولا واحد موسم 1978. حلّ الأمريكي ماريو أندريتي أولا.